# زالدنبورگ
زالدنبورگ (به آلمانی: Saldenburg) یک شهر در آلمان است که در فرایونگ-گرافناو واقع شده‌است.